# Hello, Goodbye, Amen
«Здравствуй, прощай, аминь…» (англ. Hello, Goodbye, Amen) — двенадцатая серия первого сезона американского телесериала «90210: Новое поколение», премьера которого состоялась 6 января 2008 года (вторник). Режиссёр — Стюарт Гиллард по сценарию Дженнифер Сесил, на основе персонажей, созданных Дарреном Старом. Автор идеи — Роб Томас, создатель успешного сериала «Вероника Марс».
Премьера эпизода в России состоялась 18 февраля 2010 года на канале Муз-ТВ.

## Сюжет
Во время семейного вечера в семействе Уилсонов, Энни случайно подслушивает телефонный разговор Шона, который вызывает у девушки некоторые подозрения. Бренда раскрывает Келли секрет, который она уже давно прячет от подруги. Кристина приглашает Диксона к себе домой, и юноша решает не говорить об этом Сильвер. Адрианна просит Бренду и Келли приехать к ней в реабилитационную клинику в качестве поддержки, а сама девушка, тем временем, осознаёт, что находится на пороге перемен, когда решает сдать анализы на ВИЧ — результаты оказываются неожиданными. Между тем Диксон узнаёт удивительную вещь о Кристине, а обеспокоенная Энни обращается за советом к Дебби — Гарри просит Шона сдать анализы на родство.

## В ролях
| Основной состав: - Шеней Граймс — Энни Уилсон - Тристан Уайлдз — Диксон Уилсон - Анна-Линн Маккорд — Наоми Кларк - Дастин Миллиган — Итан Уорд - Майкл Стэгер — Навид Ширази - Джессика Строуп — Эйрин Сильвер - Райан Эгголд — Райан Меттьюз - Роб Эстес — Гарри Уилсон - Лори Локлин — Дебби Уилсон - Джессика Уолтер — Табита Уилсон | Приглашённые звёзды: - Джессика Лаундс — Адрианна Тэйт-Дункан - Дженни Гарт — Келли Тейлор - Шеннен Доэрти — Бренда Уолш - Джош Хендерсон — Шон Каванов - Кристина Мур — Трейси Кларк - Яна Крамер — Поршия Ренсон - Лорен Лондон — Кристина Ворси - Шанталль Берри — Нина - Шарлин Уилсон — Морган - Дебра Уилсон — Учительница - Чарльз Парнелл — Френклин Уитман - Линн Гриффит — Доктор Финс - Сэйди Страттон — Куратор - Саши Боммаканти — Доктор Барол |

## Факты
- Слоган эпизода: «Virtue. Temptation. Honesty. Lies. Trust. Betrayal. You Can’t Change Beverly Hills. Beverly Hills Changes You.».
- Хотя имя Майкла Стэгера, сыгравшего Навида Ширази, указано в титрах, сам актёр не появляется в этом эпизоде.
- Название эпизода — отсылка к финалу популярного комедийного сериала «Чёртова служба в госпитале МЭШ» (англ. M*A*S*H), закончившегося в 1983 году. Финальный 16-й эпизод 11 сезона носил названием «Прощай, До встречи, Аминь» (англ. Goodbye, Farewell & Amen).

## Музыка эпизода
Список композиций, звучавших в эпизоде, опубликован на официальном сайте сериала:
- «Spaceman» в исполнении the Killers (Сцена: начало эпизода, Наоми рассказывает Итану и Энни о выходных с Шоном).
- «Jungle Drum» в исполнении Эмилианы Торрини (Сцена: Уилсоны проводят семейный вечер за играми).
- «Astronaut Jebus» в исполнении JonO Brown & Jeff Kollman (Сцена: Кристина разговарвиает с Диксоном в кафе).
- «Ok» в исполнении Holly Conlan (Сцена: в кафе Наоми показывает Энни фото).
- «Leave It To The Lord» в исполнении хора (Сцена: хор поёт на вечеринке в доме Кристины).
- «This Little Light Of Mine» в исполнении хора (Сцена: хор исполняет во время разговора Диксона и отца Кристины).
- «Oh, Happy Day» в исполнении хора (Сцена: хор поёт во время разговора Диксона и Кристины).
- «Keep Your Head» в исполнении Kirk Franklin (Сцена: Сильвер приезжает на вечеринку в доме Уитни).
- «Amazing Grace» в исполнении Тристана Уайлдза и хора (Сцена: мистер Уитни просит Диксона спеть).
- «Hey Oh» в исполнении Daniel Lenz (Сцена: Гарри узнаёт, что Шон уехал; Адрианна плачет).
- «The Fear You Won’t Fall» в исполнении Джошуа Радина (Сцена: конец эпизода, Энни разговаривает с отцом).

## Критика
В день премьеры в США эпизод посмотрели 2,80 млн зрителей